# 肯達爾·埃利斯
肯達爾·埃利斯（英語：Kendall Ellis，1996年3月8日—），美國田徑運動員，她代表美國隊參加了日本舉行的2020年夏季奧林匹克運動會，結果獲得女子4×400米接力比賽金牌和混合4×400米接力比賽銅牌。